# Konstantín Thon
Konstantín Andreyévich Thon (en ruso: Константи́н Андре́евич Тон) (San Petersburgo, 26 de octubre de 1794 - San Petersburgo, 25 de enero de 1881) fue un arquitecto de la Rusia imperial de origen alemán. Construyó, por encargo del zar Nicolás I, el Gran Palacio del Kremlin (1838-1849) y la catedral de Cristo Salvador de Moscú (1837-1883). Fue autor de dos volúmenes (1825-1828) sobre el arte de la restauración de edificios antiguos. Fue el gran impulsor de la arquitectura neobizantina en el Imperio ruso.

## Biografía

### Los inicios
Konstantín Thon nació en San Petersburgo, hijo de un joyero alemán. Fue uno de tres hermanos Thon, y todos ellos llegarían a ser arquitectos notables. Fue educado en la famosa St. Petri-Schule, dependiente de la parroquia luterana de San Pedro y San Pablo y en 1804 fue admitido en la Academia Imperial de las Artes, donde se incorporó en 1808 en la clase de arquitectura de Andréi Voronijin, entonces famoso por su trabajo en la Catedral de Kazán en la misma ciudad de San Petersburgo. Se graduó en 1815 con el rango de estudiante de primera clase y recibió una pequeña medalla de oro, gracias a su proyecto del Senado. Luego se unió al Comité de construcción y de obras hidráulicas que acababa de establecerse en San Petersburgo. Al mismo tiempo, trabajó para reacondicionar el Albergue alemán de la isla Krestovski (isla de la Cruz) de la capital imperial. Desarrolló varios proyectos de mercados cubiertos y galerías comerciales para el recinto ferial y fue enviado al extranjero para completar su formación en 1818.

### El Grand Tour
Thon inició su Grand Tour y llegó a Roma a principios de año e inmediatamente comenzó a estudiar los monumentos de la Antigüedad y las primeras iglesias cristianas. También viajó a Sicilia y al sur de Italia. De regreso en Roma, trabajó en los diseños de iglesias basílicales inspiradas en las iglesias primitivas que revisó para satisfacer las necesidades de la liturgia ortodoxa. También se inspiró en los templos griegos. Concursó en un proyecto de hospital que presentó a la Academia de Roma.
Konstantín Thon fue a Florencia en 1822 y presentó sus trabajos en la Academia. Gracias a esto, fue admitido en la Academia de Florencia. Luego hizo un viaje por etapas a Génova, Rávena, Bolonia, Milán, Pavía y Ginebra, donde trabajó en el proyecto de la casa de campo de Duval, antiguo joyero de la Corte rusa. fue después a Dijon y llegó a París, donde dibujó y pintó los paisajes y los monumentos de Nápoles y de las Dos Sicilias según los estudios que había hecho en su viaje pasado.
Cuando regresó a Roma, utilizó su talento para restaurar monumentos antiguos, incluido el Templo de la Fortuna de Præneste y especialmente el palacio de César en Roma, en el monte Palatino. Adquirió entonces una reputación de artista erudito y atrajo la atención del zar Nicolás I, que le concedió una pensión de 3.000 rublos al año y el cargo de miembro del gabinete privado de Su Majestad Imperial. De regreso en 1828 en San Petersburgo, Konstantín Thon fue encargado de transformar la sala de conferencias de la Academia Imperial en una galería de arte para los bronces y las colecciones de yeso y escayola, y para construir una nueva, así como para arreglar otras partes del edificio. Fue primer trabajo destacado de Thon, con un suntuoso diseño de los interiores.

### Académico
Los feligreses de la iglesia de Santa Catalina en el Canal Obvodny, por detrás del puente Kalinkin, promovieron un concurso en 1827 para la reconstrucción de su iglesia en la que participó. Su proyecto inspirado en las iglesias moscovitas con cinco cúpulas suscitó el entusiasmo de los feligreses que le confiaron la construcción de la iglesia, y especialmente atrajo una vez más la atención del zar Nicolás I, muy satisfecho. Era el primer proyecto en estilo neobizantino y Nicolás I, que se sentía descontento con el clasicismo predominante en la arquitectura rusa, señaló que «los rusos tienen sus propio gran arte y tradiciones, y no necesitan imitar a Roma». El proyecto de Thon se convertiría en un modelo que sería muy imitado en la construcción de múltiples iglesias en San Petersburgo y en toda Rusia.
Konstantín Thon fue nombrado académico y profesor de arquitectura de segundo rango en 1830.

### Los comienzos de la catedral del Cristo Salvador
La Academia había sido encargada un poco antes, en 1829, de examinar la cuestión de la construcción de la catedral de Cristo Salvador en Moscú. El sitio originalmente asignado en la colina de los Gorriones fue finalmente rechazado y el proyecto neoclásico del sueco Aleksandr Vitberg (Carl Magnus Witberg) fue considerado poco realista, ya que era demasiado caro, demasiado imponente y estaba mal finalizado. Konstantín Thon fue elegido para encontrar un nuevo lugar con la obligación de construir un edificio al estilo ruso, con contribuciones neo-bizantinas. En 1830, Thon completó su diseño más ambicioso hasta el momento. El carácter revival ruso-bizantino de su proyecto, destinado a subrayar la similitud de la nueva iglesia con las viejas catedrales de Moscú, disgustó a muchos de sus compañeros, que querían ver la catedral construida en un severo estilo neoclásico. Sin embargo, el emperador aprobó personalmente su diseño. Thon y sus discípulos continuaron trabajando en la catedral durante los siguientes 50 años, hasta la muerte del maestro en 1881. (La catedral sería volada por expreso deseo de Stalin en 1931 y reconstruida, tras la disolución de la Unión Soviética, en 1995–2000.)

La catedral de Cristo Salvador de Moscú
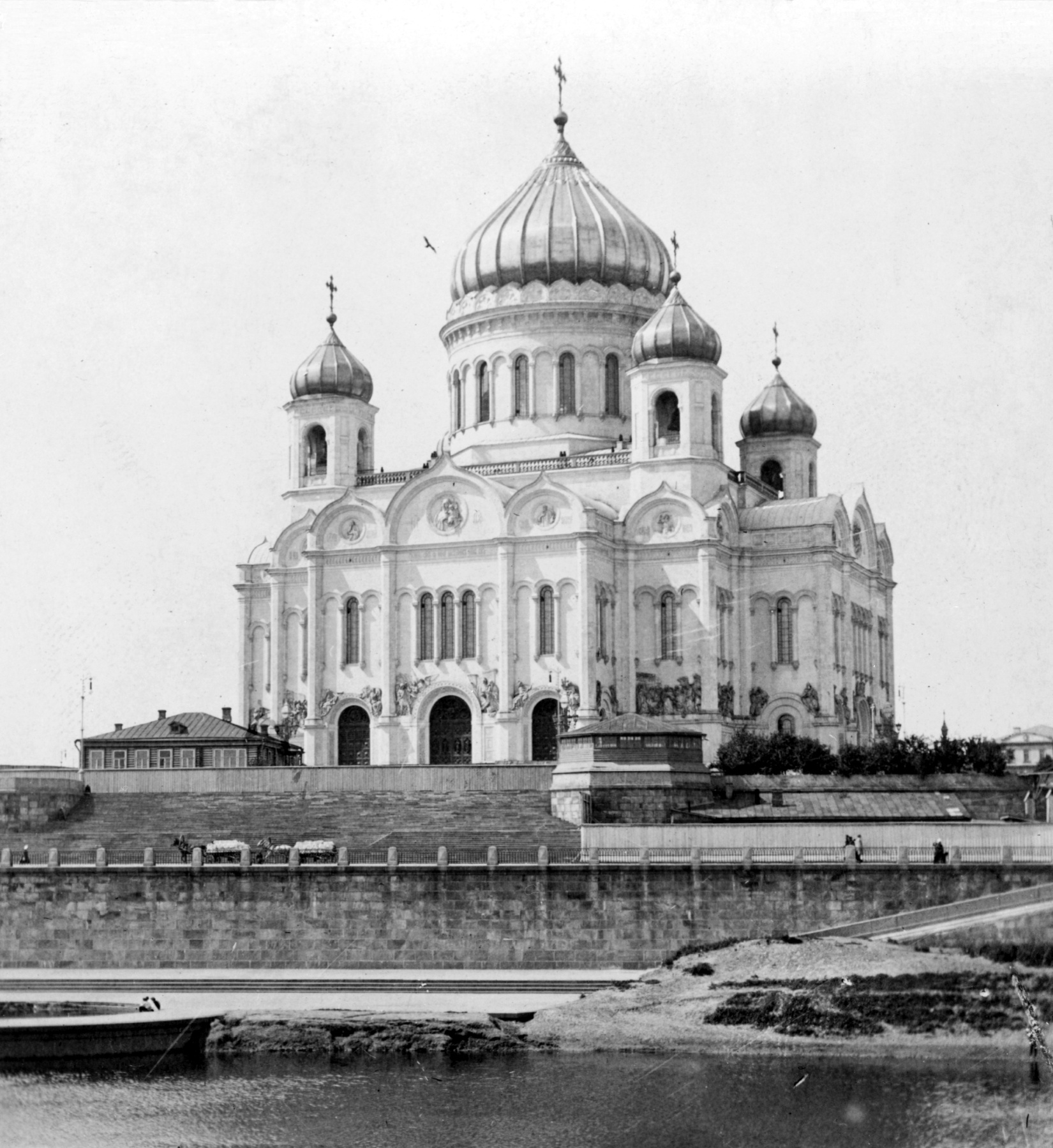
La catedral en 1903
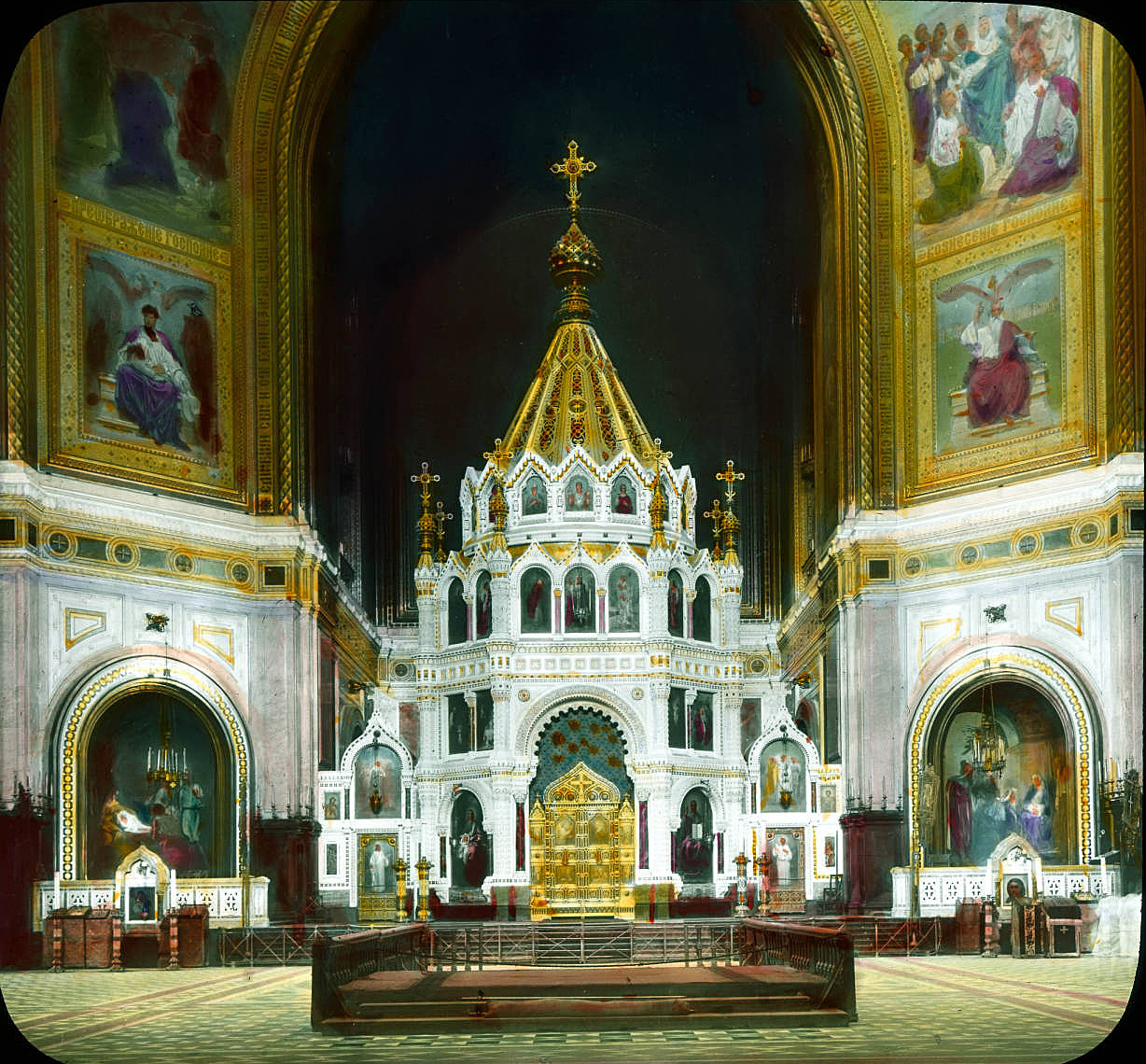
Interior en 1931
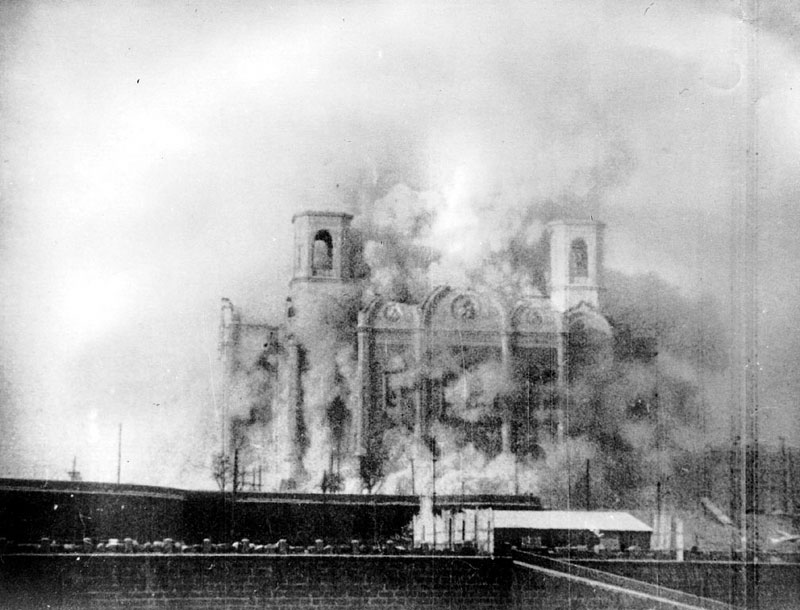
Voladura el 5 de diciembre de 1931 por orden de Stalin
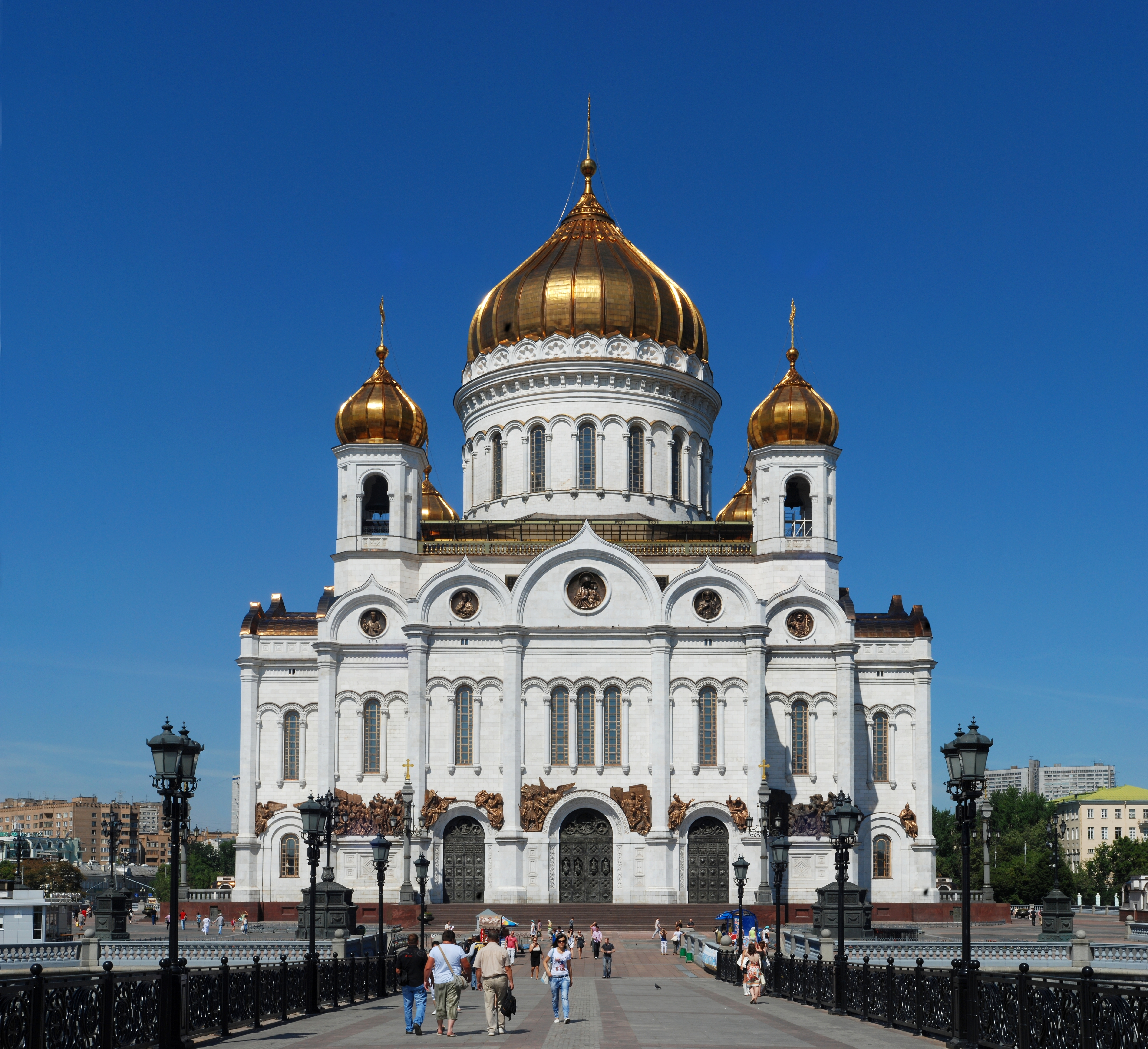
La catedral reconstruida (1995–2000)

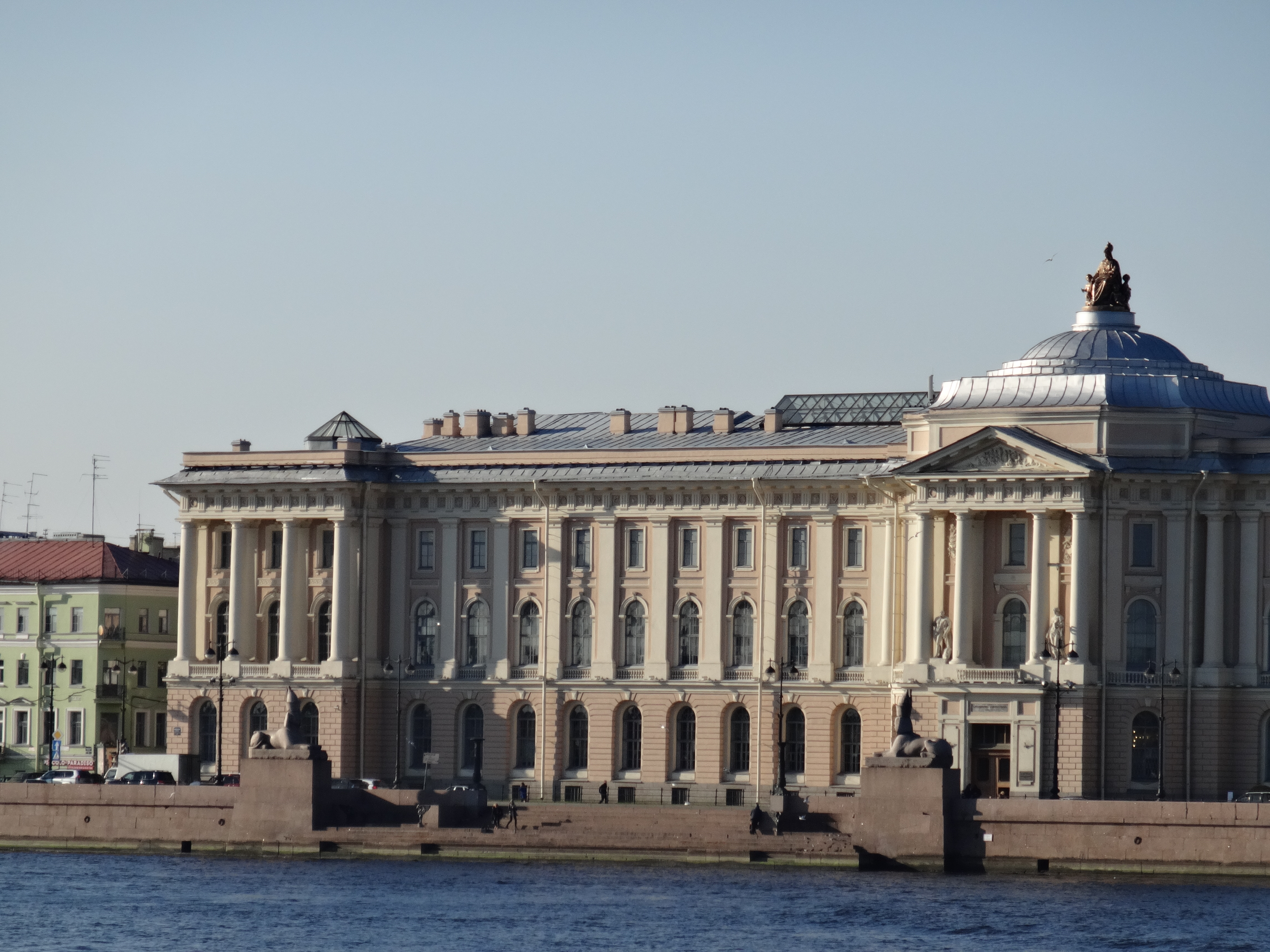
El muelle de las Esfinges (1834)

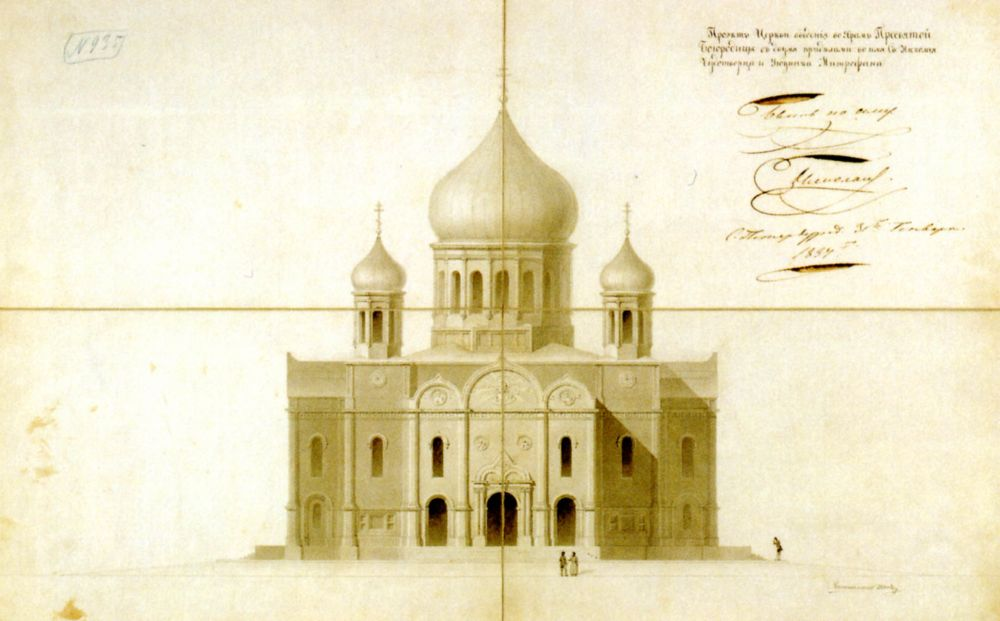
Dibujo de 1837 de Thon de la catedral del Regimiento Semiónovski, respaldado por Nicolás I

También construyó la iglesia de San Mitrofán de Vorónezh (1832), continuó con la construcción de la iglesia de Santa Catalina y acondicionó las orillas del Nevá con granito rosa, el hoy conocido como muelle de las Esfinges (1834), por las dos esfinges egipcias compradas en Alejandría por Andréi Muraviov. Dibujó los planos de un monasterio para 100 monjes, con el fin de recibir el título de profesor de segunda clase, y de acuerdo con la voluntad del emperador participó en el concurso para el nuevo iconostasio de la catedral de Nuestra Señora de Kazán de San Petersburgo, que había sido dañado por la Guerra de 1812. Su composición del monumento de Kazán dedicada a Gavrila Derzhavin fue considerada la mejor de las tres presentadas. Fue nombrado miembro del Comité de Construcción y de trabajos hidráulicos de San Petersburgo en 1833 y se convirtió en profesor en la Academia Imperial. Luego participó en el concurso para la construcción del Observatorio de Púlkovo, la Iglesia de Santa Catalina de Tsárskoye Seló y de la Iglesia de San Pedro y San Pablo de Peterhof.
Fue el autor, junto con otros profesores de la Academia, del proyecto de monumento Dmitri Donskói en Kulikovo y construyó la imponente iglesia del regimiento Semiónovski en el estilo ruso antiguo que se volvía cada vez más de moda a expensas del neoclasicismo. Dibujó los planos para la iglesia de la Embajada rusa en Tabriz, del cuartel y la Catedral rusa de Sveaborg, de la Asamblea de la Nobleza en Nóvgorod, del Instituto militar de Silvicultura de San Petersburgo, etc.
También dibujó planos-tipo para iglesias que pudieran alojar 200, 500 o 1000 fieles que fueron propuestos obligatoriamente a los arquitectos de todo el Imperio, para inspirarse en los modelos, el estilo y las formas.
Entre 1836 y 1842 Thon supervisó la construcción de otra monumental iglesia con un amplio interior, el Templo de la Presentación para el Regimiento Semiónovski en San Petersburgo. A esto le siguieron decenas de diseños neo-ruso-bizantinos para iglesias y catedrales en muchas ciudades de provincia, incluyendo Sveaborg, Yeléts, Tomsk, Rostov del Don, y Krasnoyarsk. Algunos de sus proyectos renovadores fueron reunidos en su libro “Modelo para los diseños de Iglesia” (1836).

### Comienzos de la construcción del Palacio del Kremlin (1837-1854)
Nicolás I decidió construir un nuevo palacio en el Kremlin de Moscú en 1837 que fuese digno de la residencia de un soberano y le recordase al pueblo sus lazos con su emperador. Konstantín Thon fue una vez más puesto a cargo del proyecto. De 1838 a 1851, Thon trabajó en la construcción de ese Gran Palacio del Kremlin y en la Armería del Kremlin. El grandioso palacio, famoso por los opulentos interiores de sus 700 habitaciones y pasillos, estaba destinado a simbolizar la grandeza del Estado ruso. Fue un atrevido diseño que incorporaba partes de edificaciones anteriores que habían sido erigidas en el mismo terreno (Palacio de los Terems y nueve iglesias de los siglos XIV, XVI y XVII). El palacio ha servido sucesivamente como residencia oficial de los zares de Rusia, los gobernantes soviéticos, y los Presidentes de la Federación de Rusia. Al mismo tiempo, Thon rehabilitó las abandonadas Residencias de Izmáilovo, convirtiéndolas en un hospicio para los veteranos de las guerras napoleónicas.

Gran Palacio del Kremlin
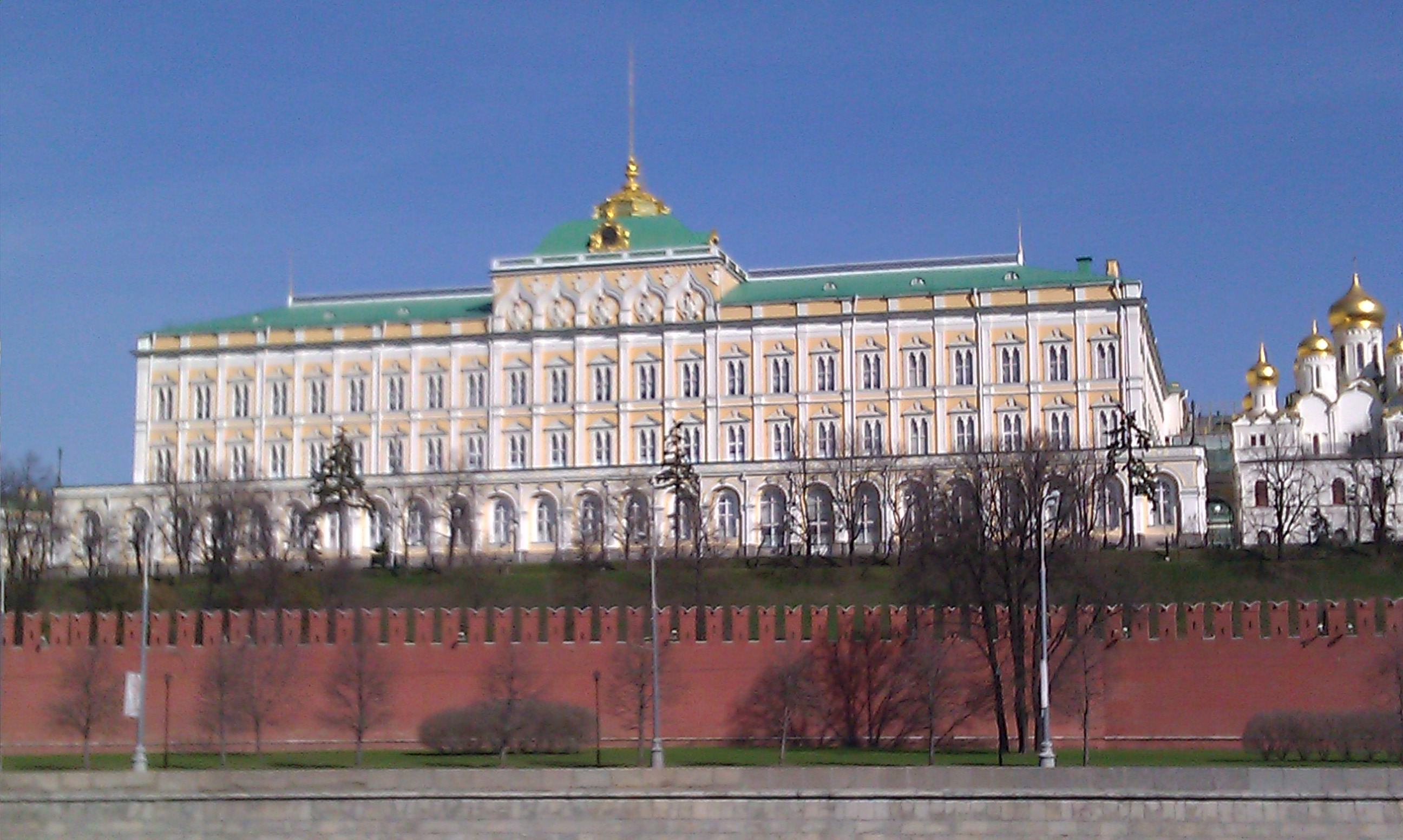
Fachada sobre el río Moscova
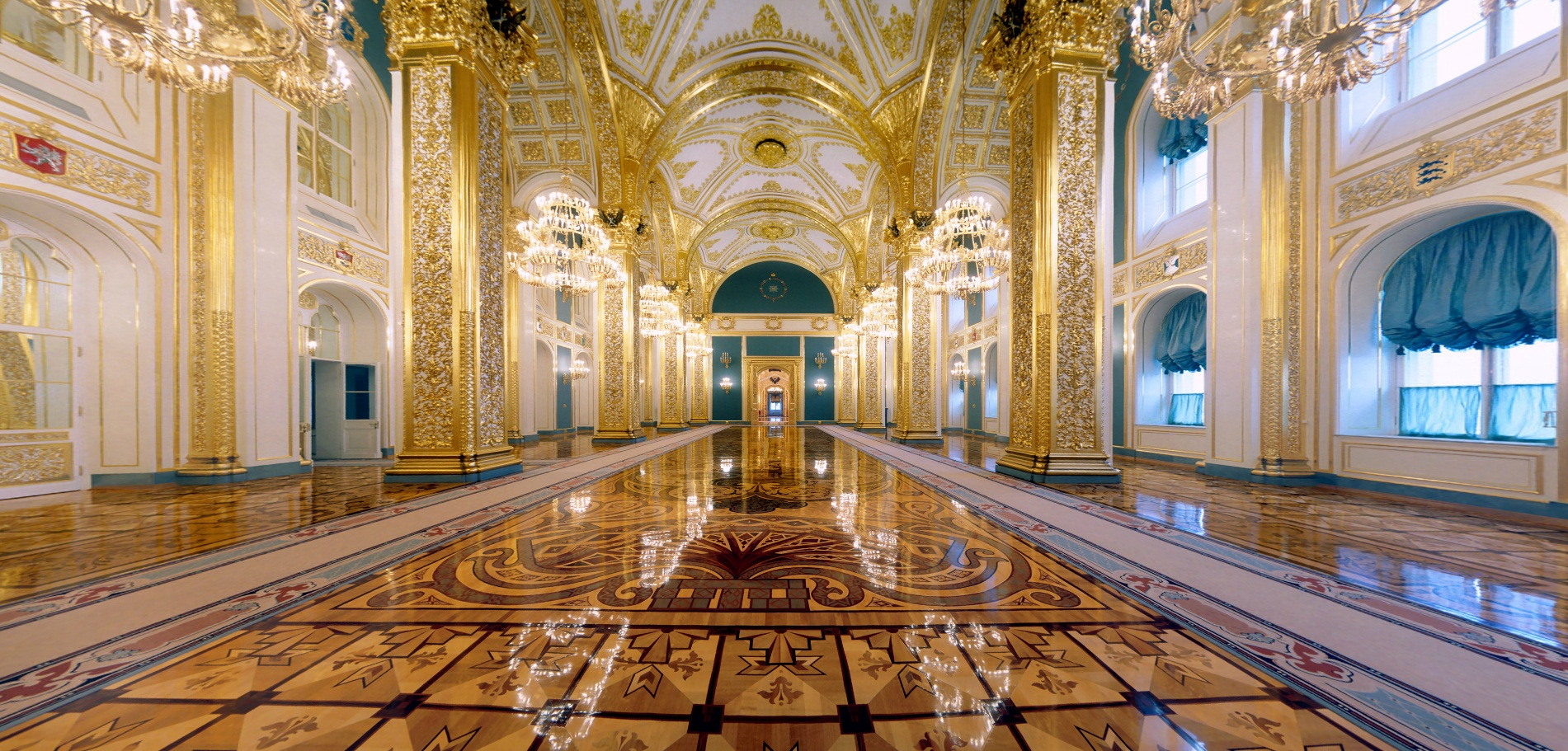
Sala de san Andrés
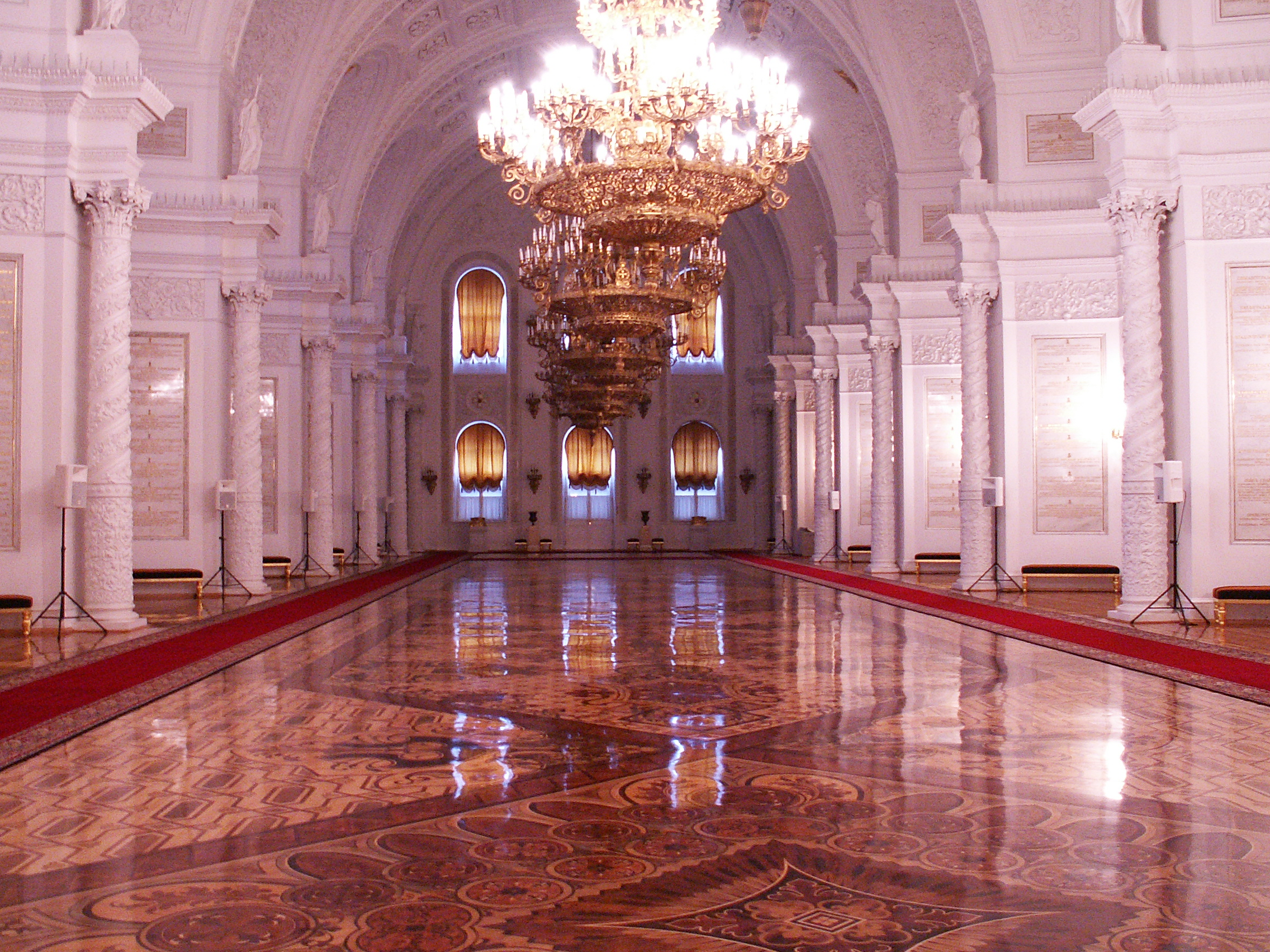
Sala de san Jorge
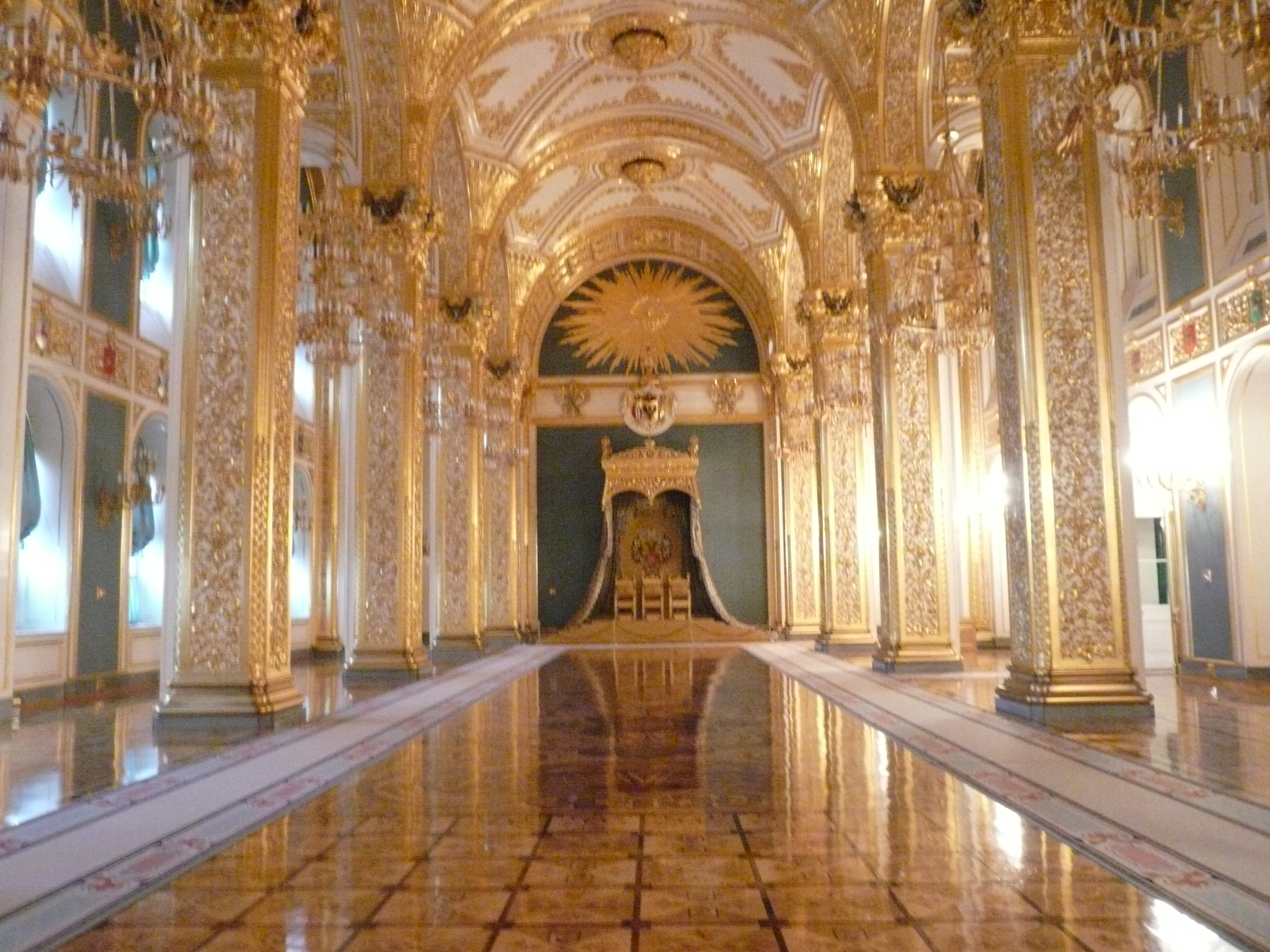
Sala del Kremlin

Thon hizo editar en 1838 un álbum con planos de sus obras y proyectos, con las fachadas de la iglesia de Cristo Salvador, iglesias en San Petersburgo, Sarátov, Peterhof, Tsárskoye Seló, Nóvgorod (Iglesia luterana), campanarios del monasterio Símonov, de modelos de iglesias de ciudad en piedra, etc.
Terminó en 1842 la construcción de la catedral de Santa Catalina en Pushkin (1835-1840) y la restauración del Teatro Maly de Moscú y estableció los planos-tipo, siempre de acuerdo con la voluntad imperial, de las casas campesinas para las personas enviadas a las nuevas tierras del Este. Multiplicó los proyectos de iglesias en provincias (como en Yeléts, Rostov del Don) e iconostasios y construyó una casa para los inválidos de guerra en Izmáilovo.

Iglesias
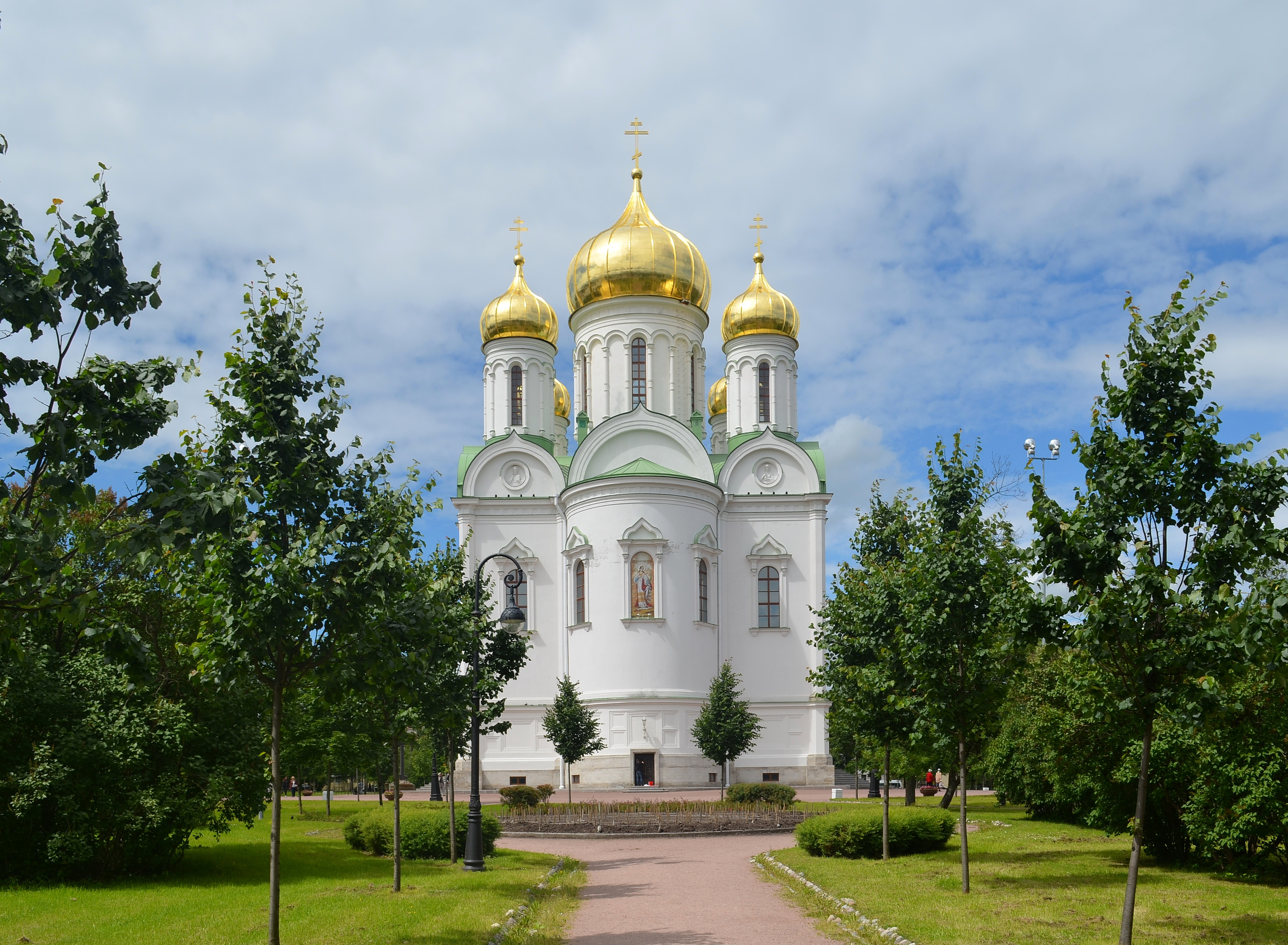
Catedral de Santa Catalina en Pushkin
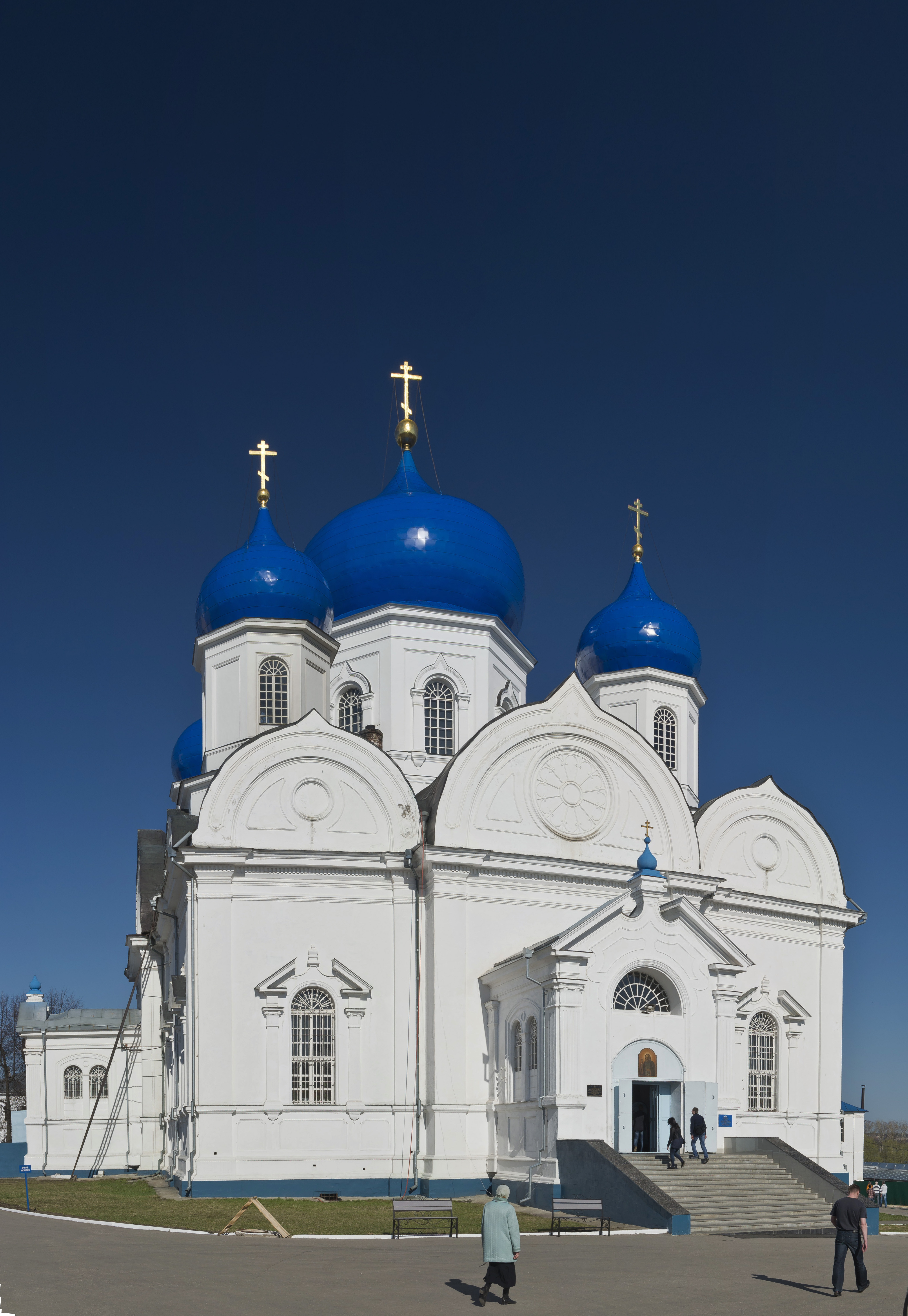
Iglesia del Theotokos de Bogoliúbovo (óblast de Vladímir)
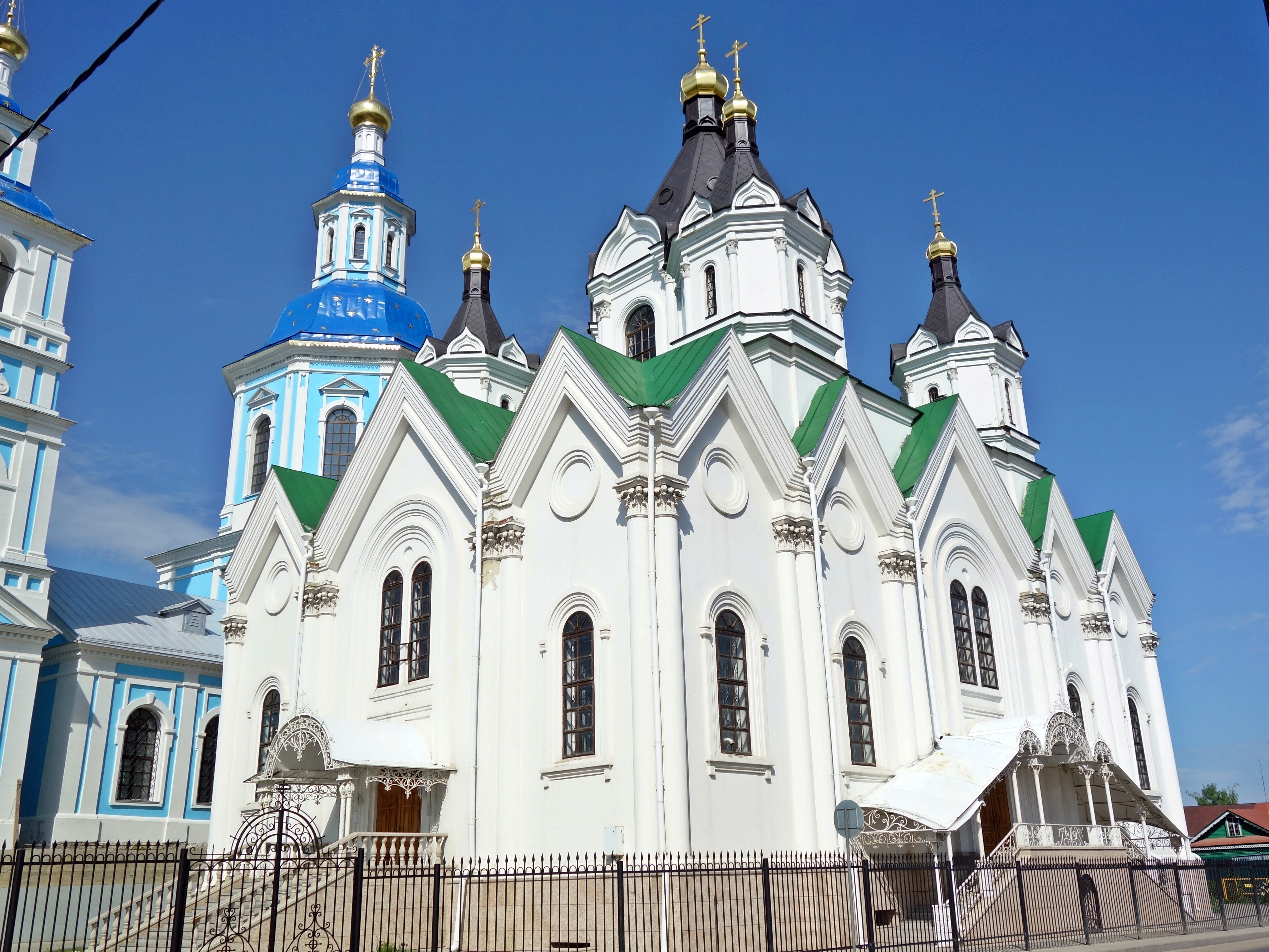
Iglesia de la Natividad de Cristo (Arzamás) (1845-1852)
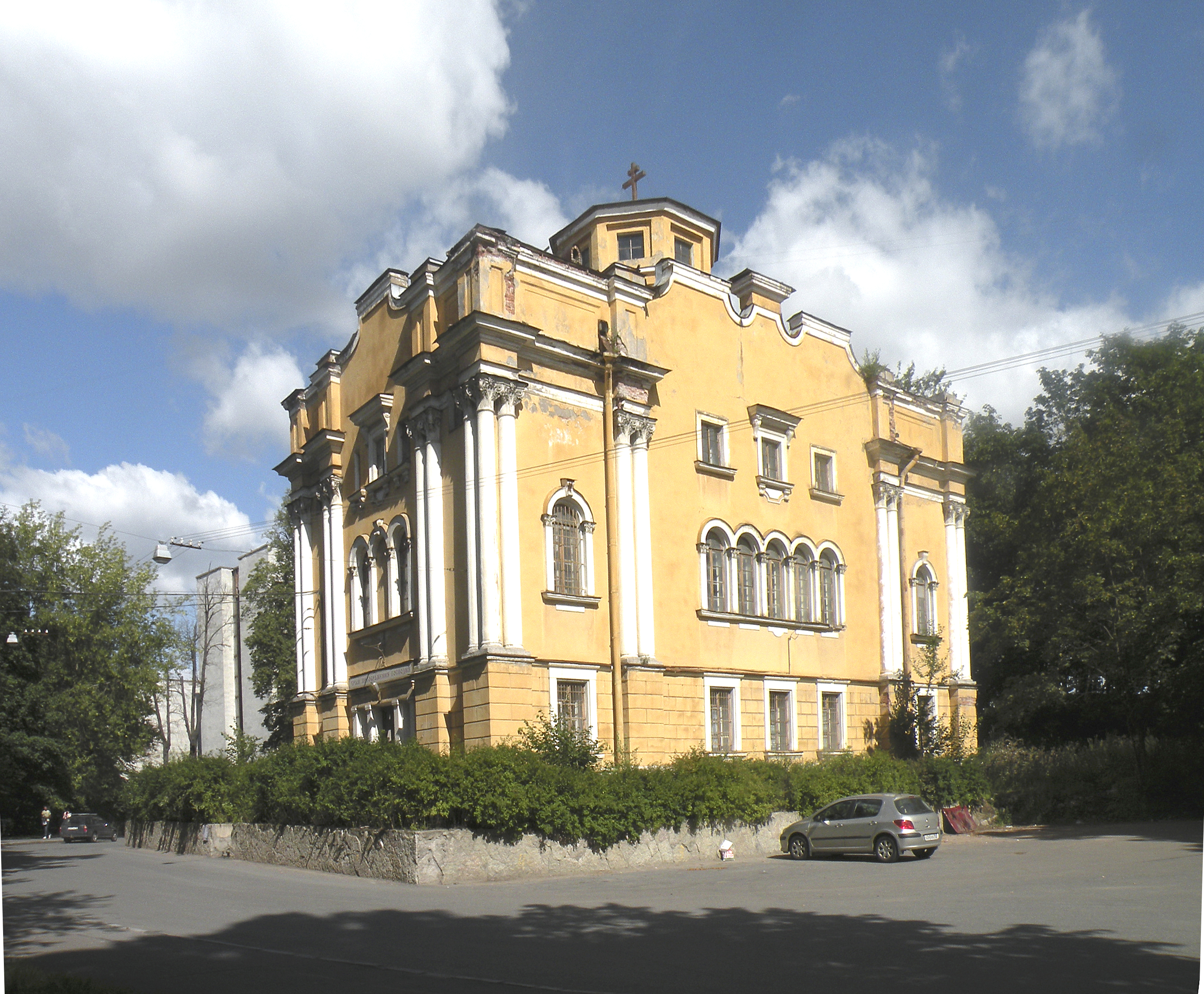
Iglesia de la Transfiguración (isla Aptékarski, San Petersburgo)
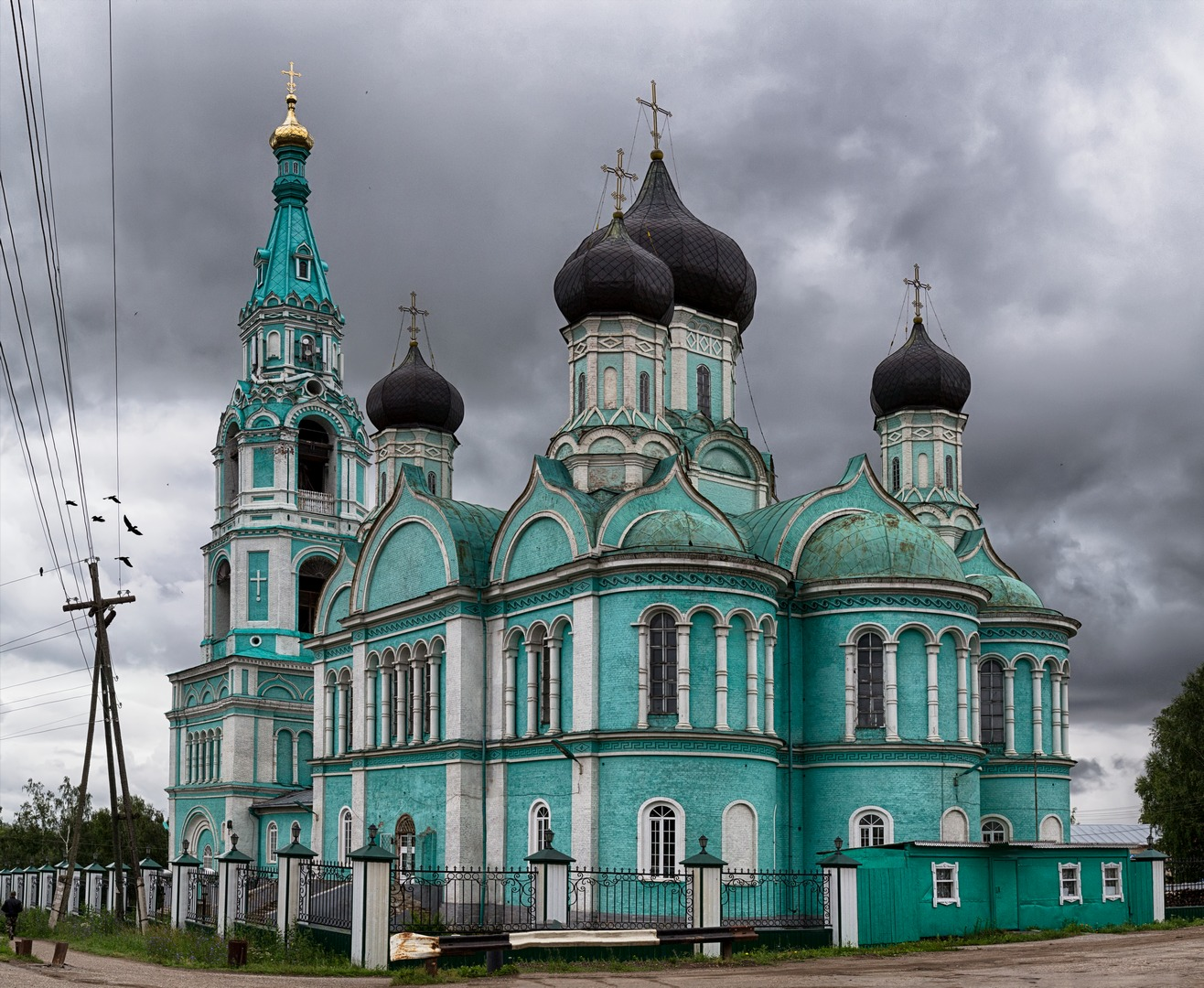
Catedral de la Santísima Trinidad (Yaransk)
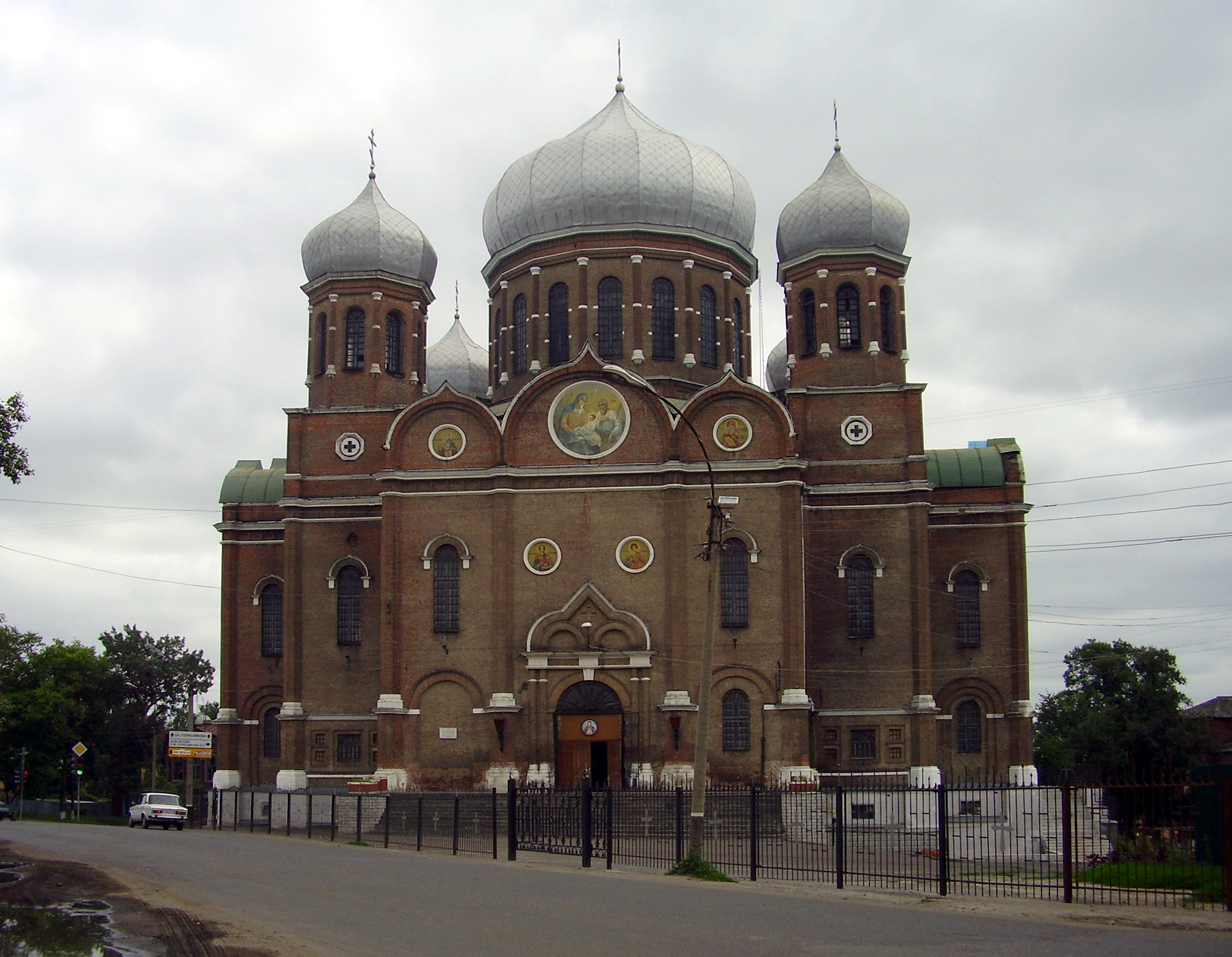
Catedral de Theotokos de Bogoliúbovo (Michúrinsk)

Los últimos encargos importantes de Thon llegaron en 1847 y fueron las estaciones terminales del ferrocarril Moscú-San Petersburgo, línea llamada Nikoláievskaya en honor del emperador, la Nikoláievski de Moscú y la de San Petersburgo (1849-1851). Este proyecto era colosal y simbólico del final del reinado de Nicolás I. En su diseño de las estaciones, Thon aplicó algunas de las más avanzadas tecnologías en la construcción del momento. A pesar de las grandes piezas de acero que se utilizaron en la construcción, las fachadas en estilo veneciano y las torres de reloj medievales enmascaran hábilmente su moderna funcionalidad. Ambas edificaciones, aunque ampliamente reformadas, se mantienen en pie.

Estaciones ferroviarias
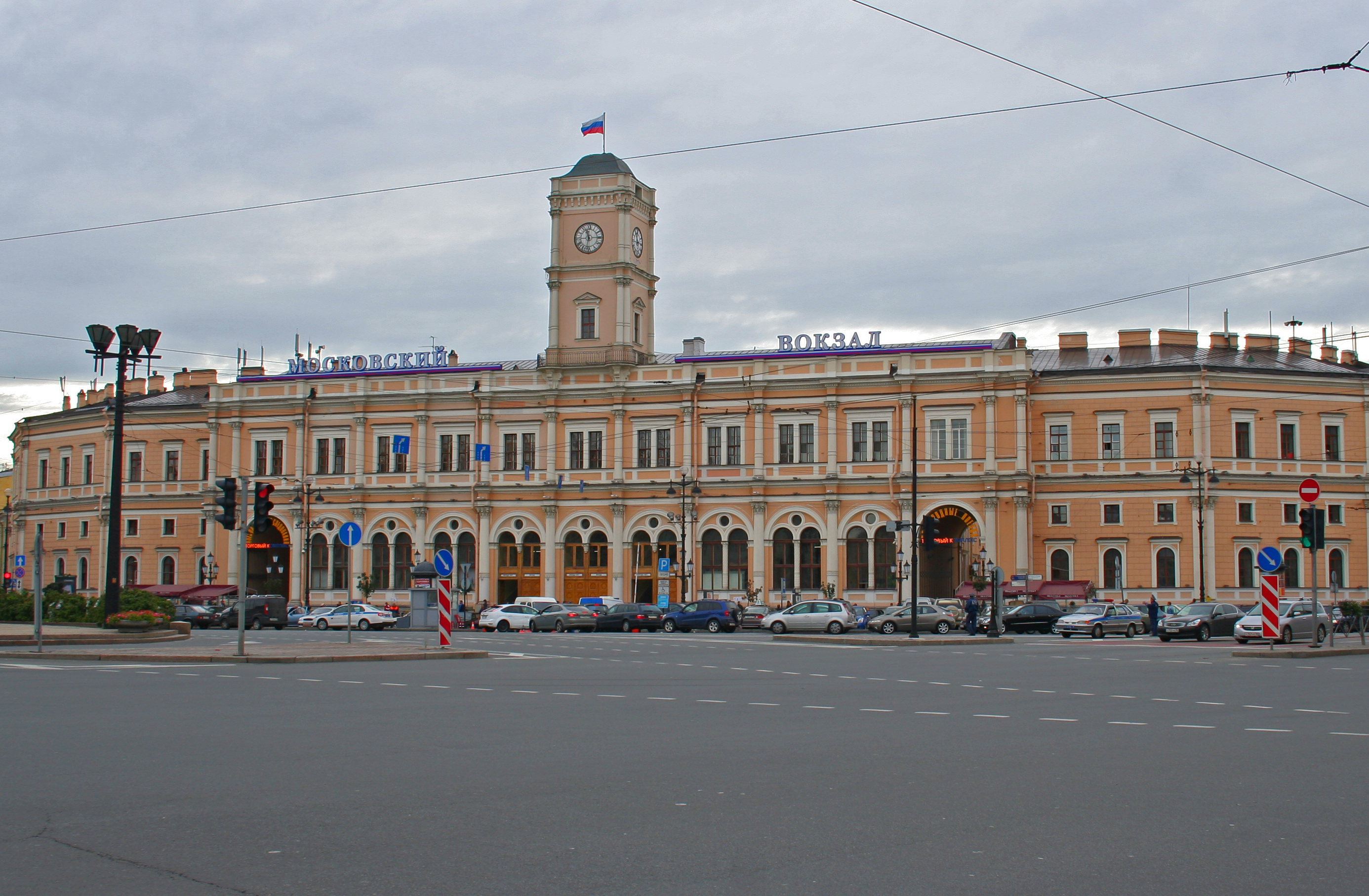
Exterior de la Estación Moskovsky (San Petersburgo)
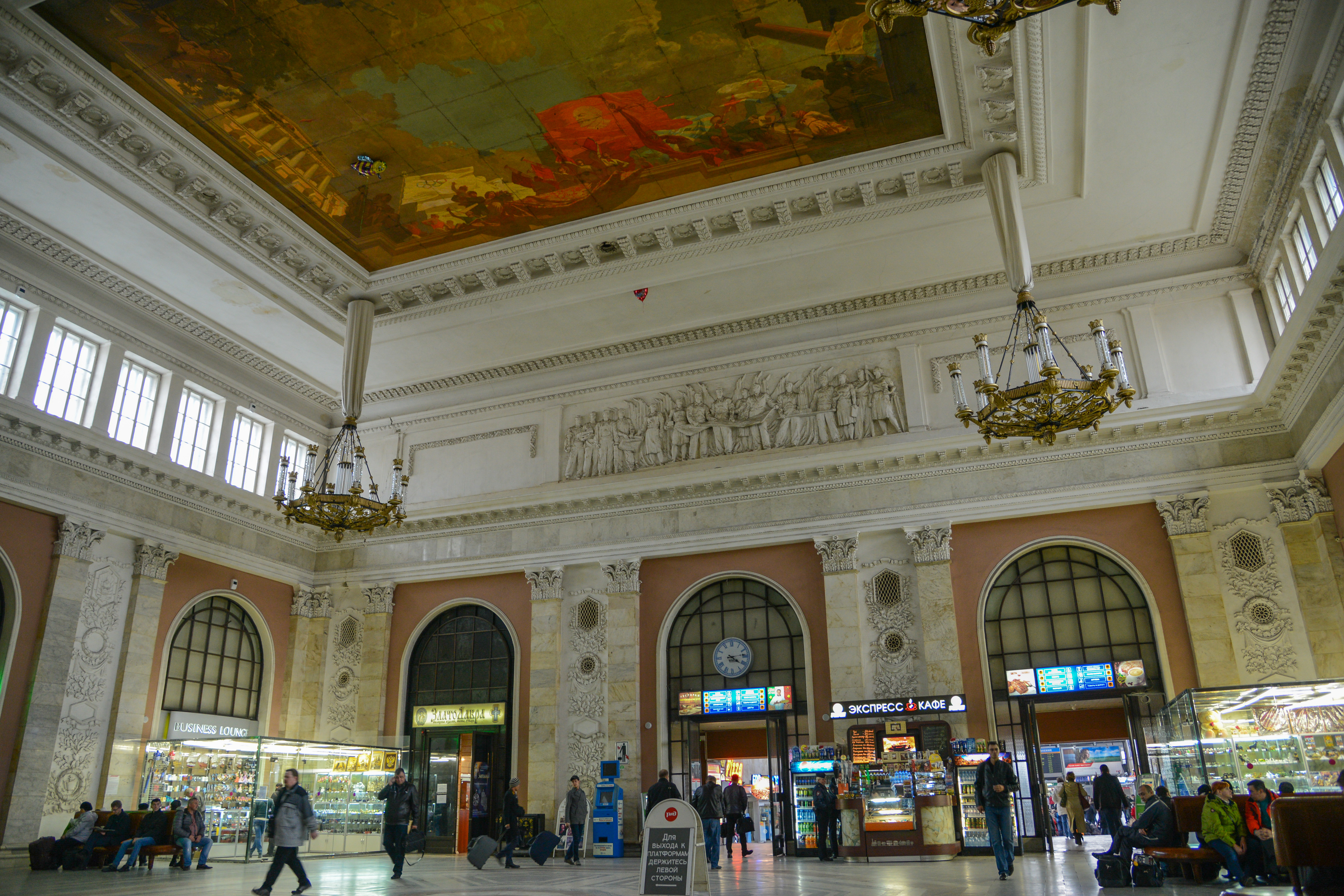
Vestíbulo de la estación Moskovsky (San Petersburgo)
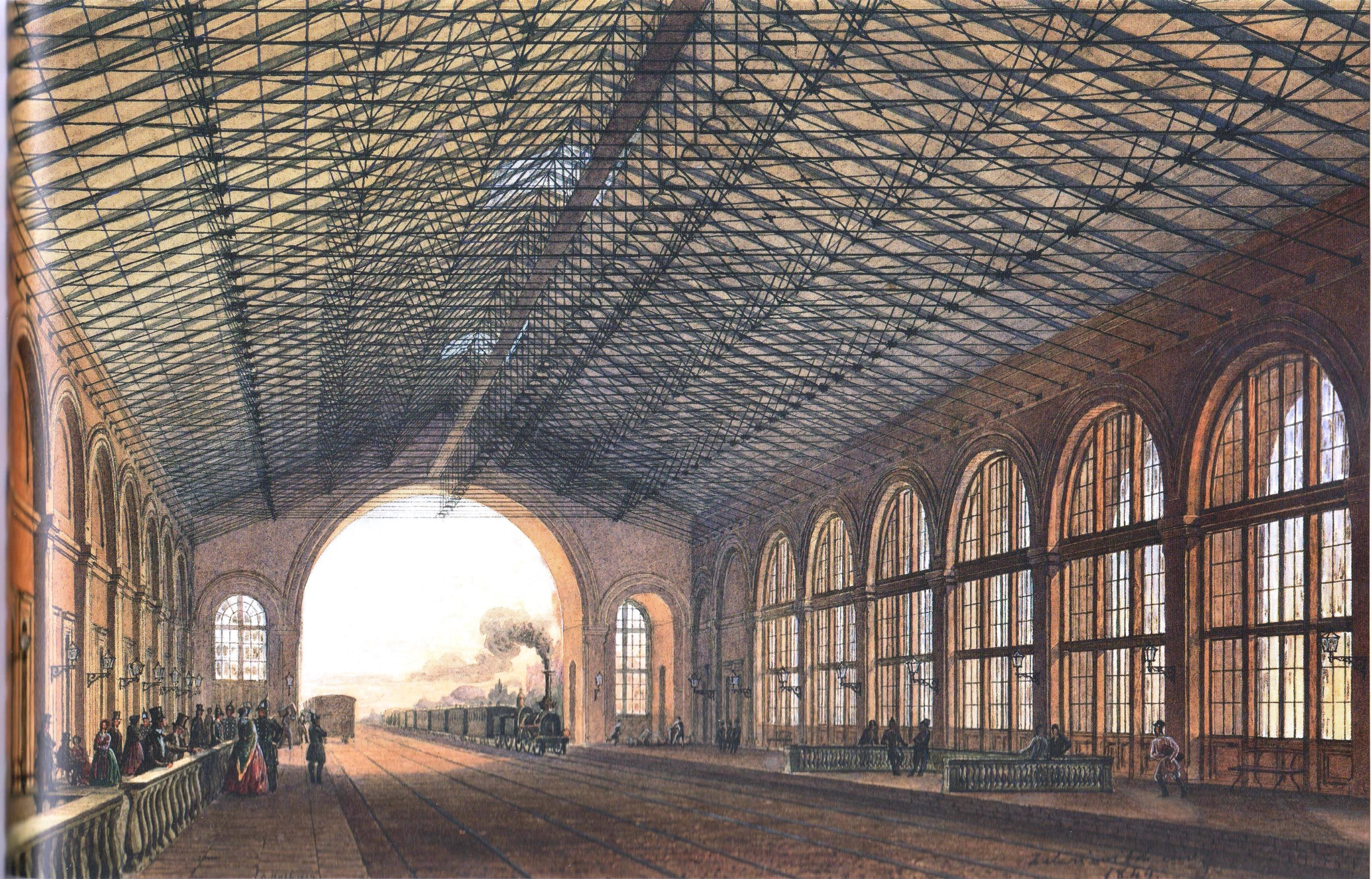
Sala de andenes de la Estación Nikoláievski (1844) (San Petersburgo)
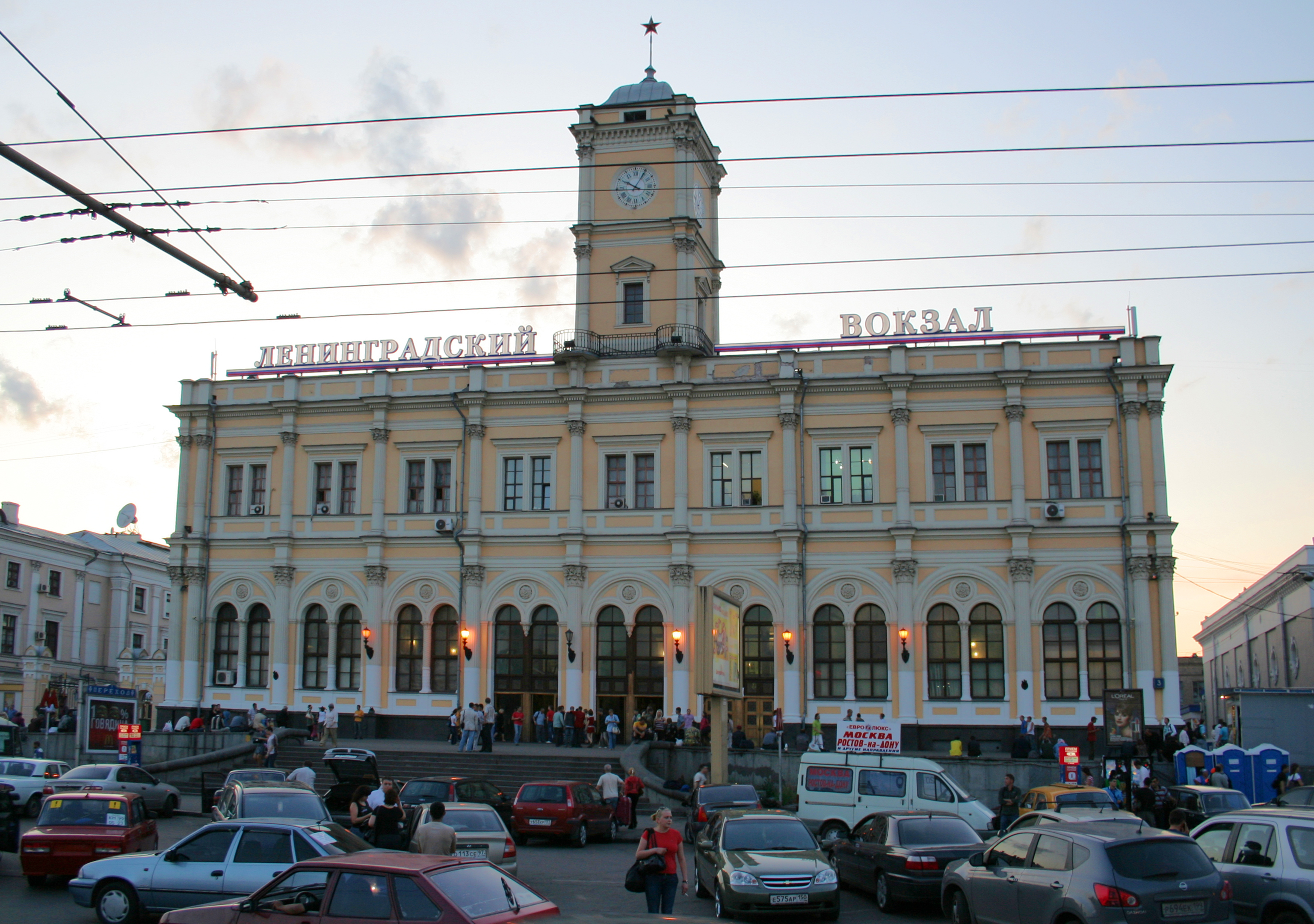
Estación Leningradsky (Moscú)
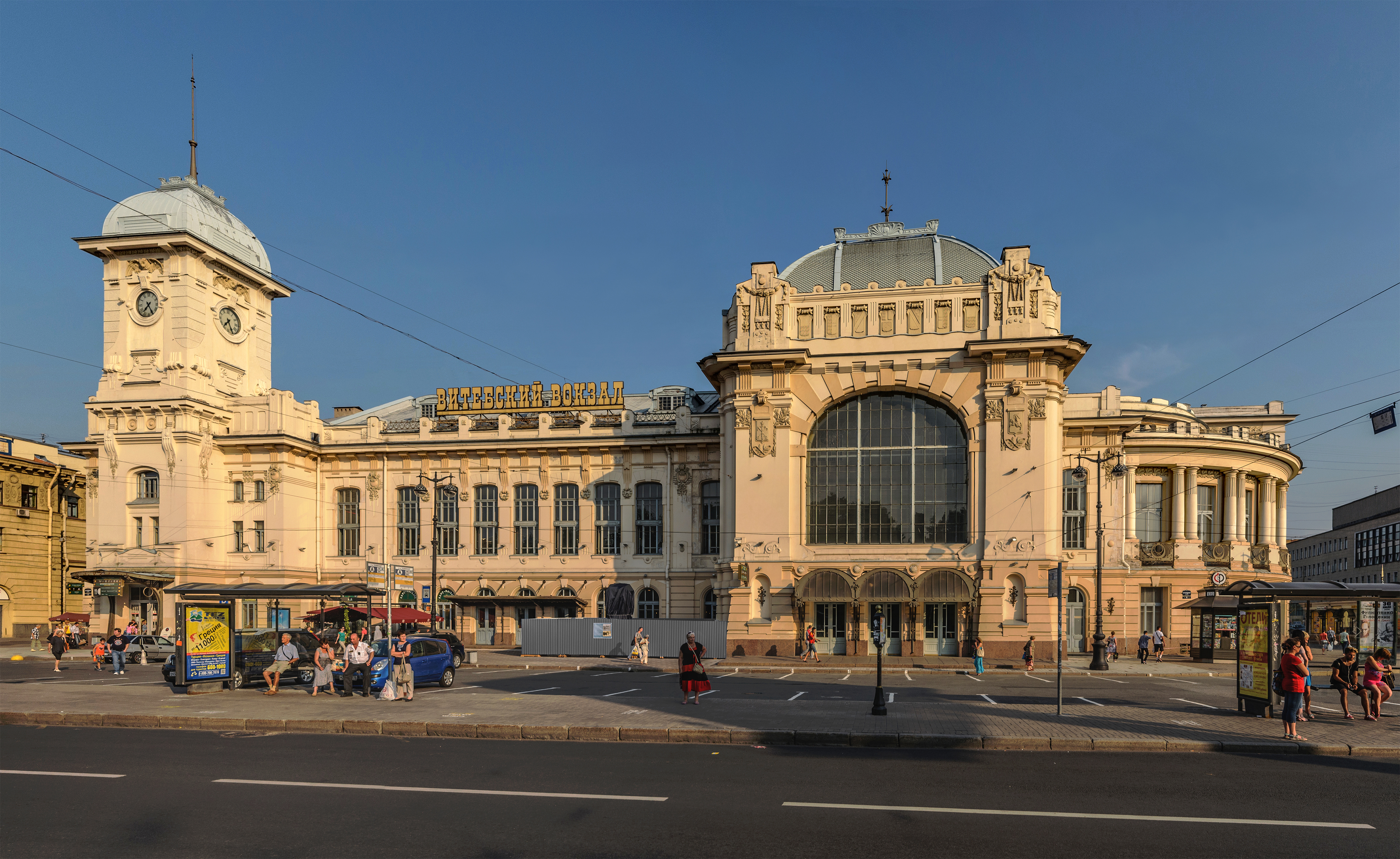
Estación de Vítebsk (San Petersburgo) (1849-1852)

También remodeló varios edificios del Kremlin, incluido la Armería del Kremlin.
Al mismo tiempo, también fue responsable del monumento Pozharski en Súzdal y de iglesias en Tiflis. También trabajó en la decoración interior de la Catedral de Cristo el Salvador, especialmente desde 1853-1854. Construyó la entrada principal al Palacio de Nicolás del Kremlin y la galería que lo conecta con el monasterio adyacente. Consolidó la inmensa cúpula de la Iglesia de la Resurrección de Nueva Jerusalén y terminó la iglesia de San Mirón en San Petersburgo.
En 1853, se completó la catedral de la Epifanía realizada según sus planes en el convento de la Epifanía en Úglich en un estilo ruso-bizantino.

### Últimos años

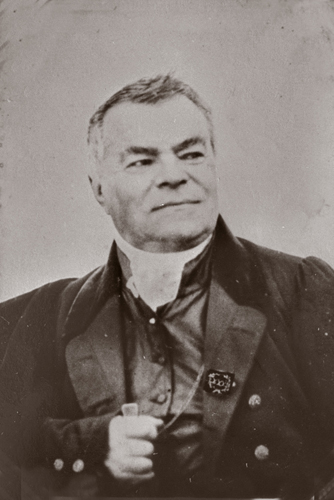
Konstantín Thon alrededor de 1870

Después de la muerte en 1855 de su mecenas, el zar, Thon ya no consiguió nuevos grandes proyectos, aparte de la gran catedral de Moscú. Si fue igualmente encargado de edificios y proyectos. La muerte del rector de la Academia Avraam Mélnikov ese año le afectó mucho, pero todavía estaba ocupado en la construcción de la catedral del Cristo Salvador y en la remodelación del Kremlin (sala San Jorge, por ejemplo), así como por pedidos de iglesias y fábricas en Siberia. Y también continuaba enseñando. Entre sus seguidores, Karl Mayevski, Karl Rachau, Vasili Kenel, Ludwig Sperer, Mijaíl Makárov, etc. Durante los últimos veinte años, su salud fue débil, pero continuó supervisando la construcción de "su" catedral y cuidando a sus alumnos.
Murió en 1881 en San Petersburgo.
Incluso durante su vida, los más radicales de sus contemporáneos, como Aleksandr Herzen, desestimaron su arquitectura como "manifestación reaccionaria del gobierno tiránico". Las autoridades soviéticas se dedicarían a la destrucción sistemática de muchas de sus obras, incluyendo todas sus iglesias en San Petersburgo y sus alrededores y el trabajo de su vida, la Catedral de Cristo Salvador. La disolución de la Unión Soviética en 1991 provocó un renovado interés en la obra del maestro neobizantino.

## Obras diseñadas por Konstantín Thon

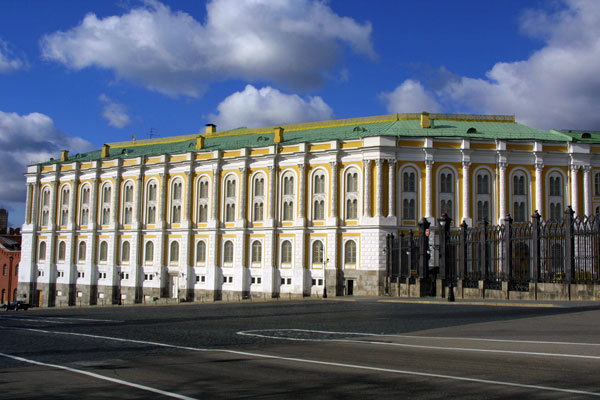
Edificio Armería del Kremlin con su ventanas renacentistas favoritas Thon

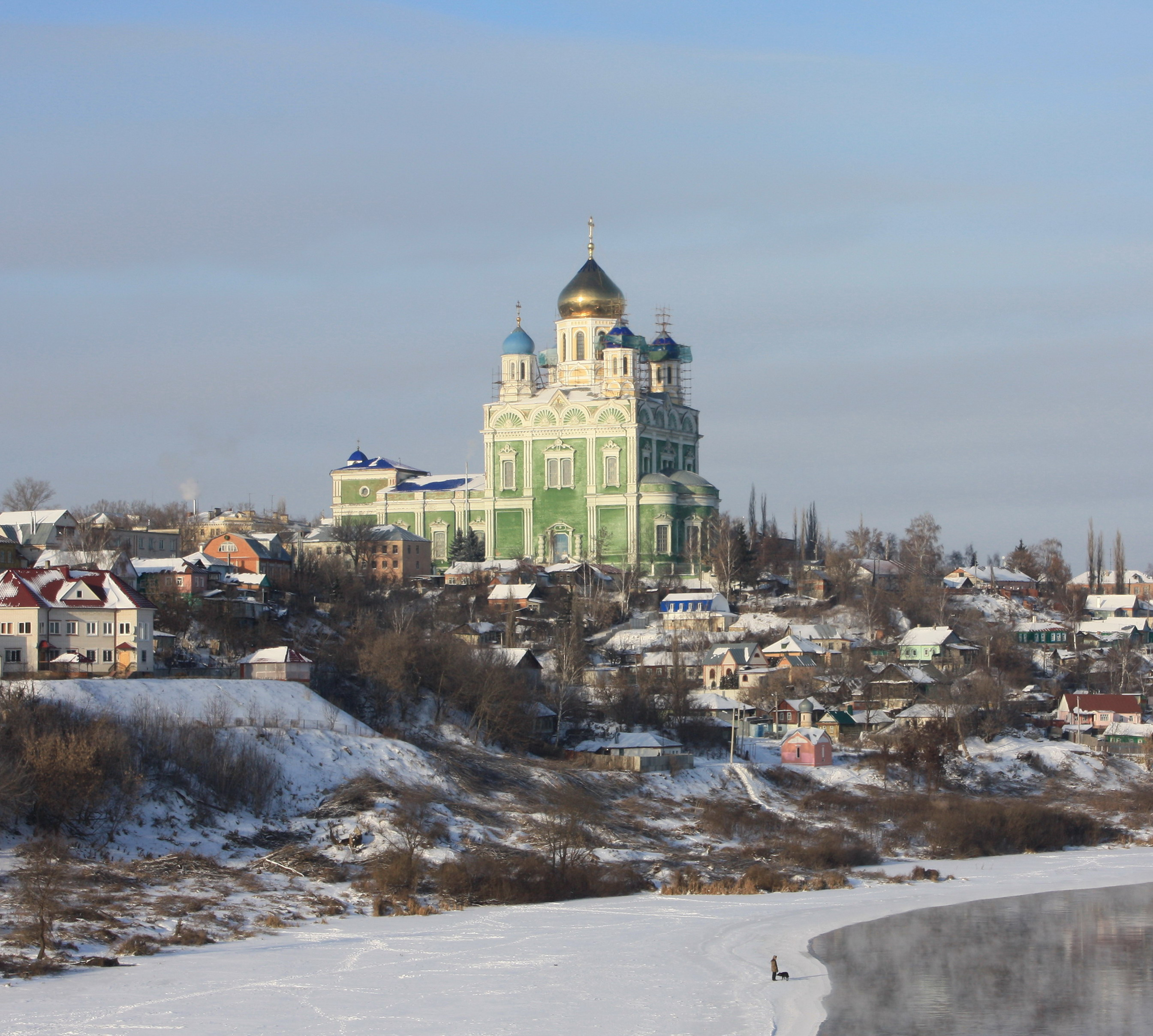
La catedral de Yeléts fue uno de los templos más altos de la Rusia pre-revolucionaria

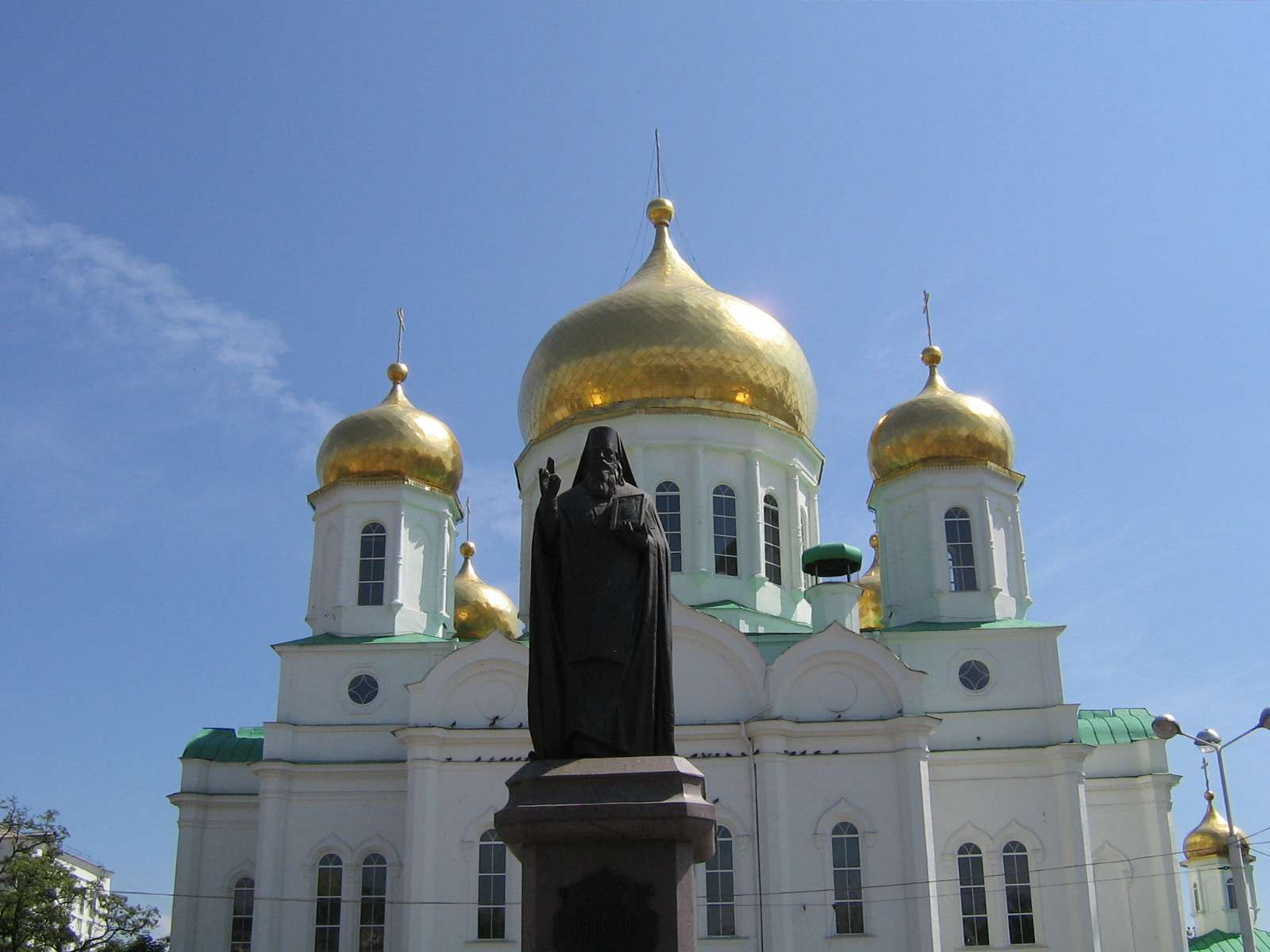
Catedral de la Natividad de la Santísima Virgen María (Rostov del Don) (1854-1860)

- 1829–1840: Finalización de la torre campanario de la Catedral de la Dormición en el Kremlin de Riazán en cooperación con Andréi Voronijin e I. O. Russko[2]
- 1830-1883: Catedral de Cristo Salvador de Moscú;
- 1833-1834: Muelle de las Esfinges, con esfinges en frente de la Academia Imperial de las Artes;
- 1835: Campanario del Monasterio Símonov;
- 1837–1851: Gran Palacio del Kremlin, Moscú (estilo neoclásico);
- 1838-1840: Teatro Maly [pequeño] (reconstrucciones casi total, en su mayoría de interiores);
- 1839-1849: asilo de ancianos en Izmáilovo (extensión a la Catedral de Amparo) (San Petersburgo)
- 1840–1845: Iglesia de la Transfiguración en la isla Aptékarski en San Petersburgo; en los años 1930 fue profanada y muy alterada.[3]
- 1841–1842: Teatro Nacional Shevchenko en Járkov, 1893 reformado[4]
- 1844-1851: Estación Nikoláievski (hoy Leningradski), en Moscú;
- 1847-1851: Estación Nikoláievski (hoy Moskovski) en San Petersburgo (estilísticamente, idéntica a la estación de Leningrado en Moscú);
- 1843–1853: catedral de la Epifanía realizada según sus planes en el convento de la Epifanía en Úglich (iglesia-modelo, estilo ruso-bizantino)
- 1844–1851: Edificio de la Armería del Kremlin en el Kremlin de Moscú (estilo neoclásico);[5]
- 1845–1848: Palacio de Gobierno en el Kremlin de Kazán en colaboración con Mijaíl Korinfski y Aleksandr Peske[6]
- 1845–1889: Catedral de la Ascensión en Yeléts (iglesia-modelo), uno de los más altos de la Rusia pre-revolucionaria;[7]
- 1845–1852: Iglesia de la Natividad de Cristo en Arzamás[8]
- 1845–1853: Catedral de Nuestra Señora de Vladímir del Monasterio Natividad de la Virgen en Zadonsk[9]
- 1846-1851: Depósito circular ferroviario en Moscú (Круговое депо (Москва));
- 1849-1852: Estación de Vítebsk, antes Tsarskoselski y Detskoselski, que había sido la primera estación de San Petersburgo y del Imperio ruso;
- 1849–1854: Iglesia fortaleza de Alejandro Nevski en Sweaborg (hoy Suomenlinna, en Finlandia), 1929 completamente völlig verändert[10]
- 1849–1873: Iglesia del Icono de la Virgen de Bogolyubovo en Kozlov (hoy, Michúrinsk) (iglesia-modelo, estilo ruso-bizantino);
- 1855-1866: Catedral monasterio Bogoliubski;
- 1856: Iglesia Kazán, Tivdiya;
- 1860–1883: catedral de Cristo Salvador en Moscú;
- 1866–1877: Iglesia de la Ascensión en Ilyinka en Nizhni Nóvgorod[11]
- 1867: Iglesia de San Pedro y San Pablo (Luban) - junto con F.N Sóbolev;
- 1875: Iglesia de San Nicolás en Verjneuralsk
- 1854-1860: Catedral de la Natividad de la Santísima Virgen María (iglesia-modelo) (Rostov del Don)
- Reconstrucción del monasterio Ipátiev; (tramo de células del sur, construcción de una iglesia, ampliación del Palacio Románov), Kostromá
- Transformación de la Academia Imperial de las Artes de San Petersburgo
- Iglesia de San Joaquín y Santa Ana, Dólgoye (raión de Zolotújino, óblast de Kursk);
- Templos de proyectos modelo: Catedral de la Trinidad (Yaransk); Catedral Sviatodujovski (Petrozavodsk); e Iglesia Kazán (Glébova);

### Edificaciones destruidas

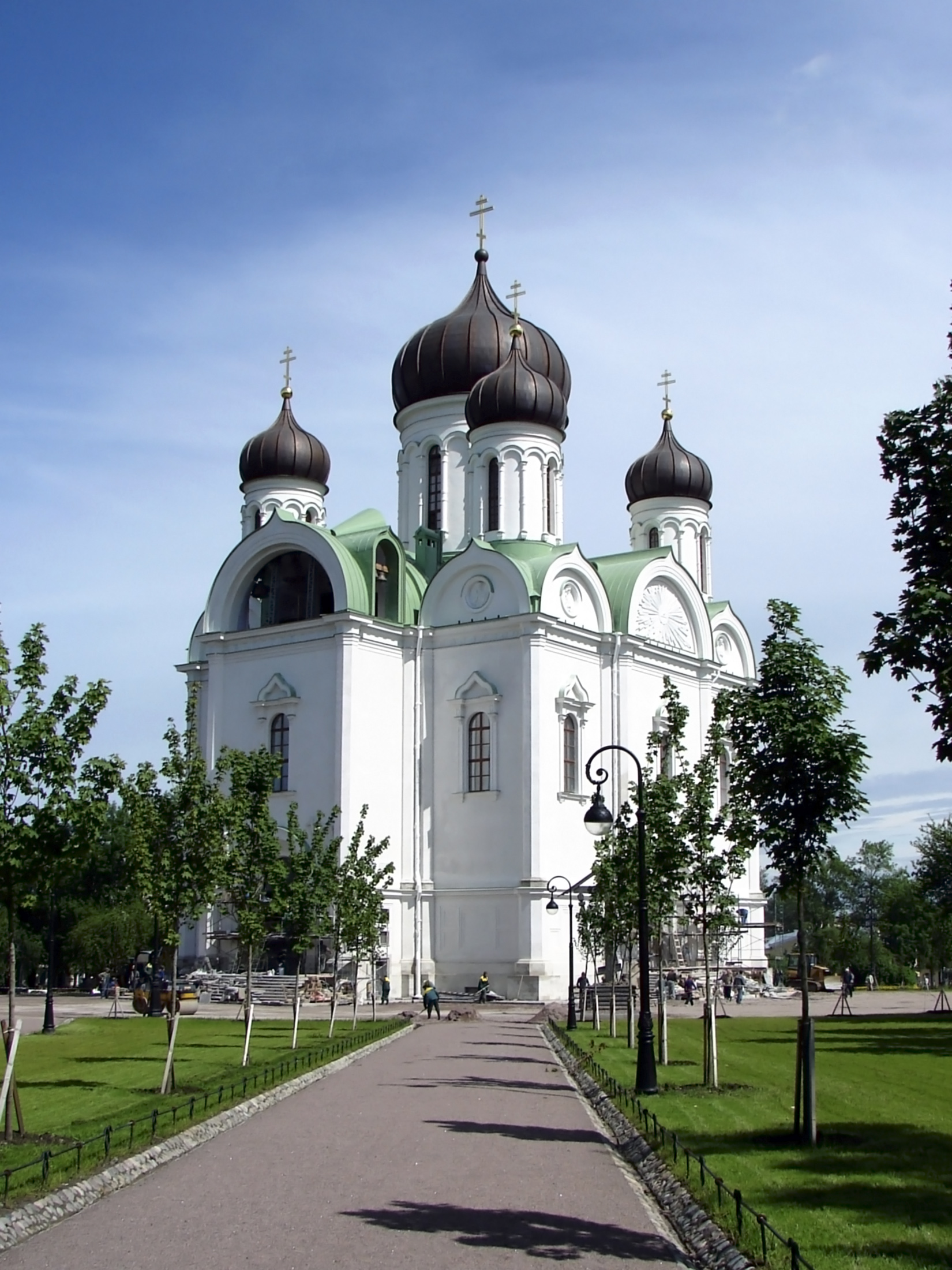
Catedral de Santa Catalina (Pushkin, 2010)

- 1831–1837: Iglesia de Santa Catalina en Katharinenhof en San Petersburgo, destruido en 1929;[12]
- 1835–1839: Iglesia de la Santos Apóstoles Pedro y Pablo del Regimiento de lanceros en Peterhof cerca de San Petersburgo, destruido en 1930;[13]
- 1835-1840: Iglesia de Santa Catalina en Tsárskoye Seló (Pushkin ahora), destruido en 1939,[14] reconstruida entre 2006 y 2010. La Catedral fue consagrada en julio de 2010 como parte del 300.º aniversario de Pushkin por el Patriarca de Moscú Cirilo I.[15]
- 1837–1842: catedral de la Presentación de María de la Guardia Real Regimiento Semiónovski, en San Petersburgo, destruido en 1933;[16]
- 1839–1847: Iglesia de San Mitrofán de Vorónezh en el cementerio de Mitrofán, en San Petersburgo, destruido en 1929;[17]
- 1843–1846: Pedestal del monumento a Gavrila Derzhavin en Kazán, destruido en 1932 y reconstruido en 2003;[18]
- 1844–1849: Iglesia de la Anunciación del Regimiento de Caballería de la Guardia Real en San Petersburgo, destruida en 1929.[19]
- 1845–1861: Catedral de la Natividad (Krasnoyarsk), destruida en 1936;[20]
- 1845–1900: catedral Trinidad) en Tomsk (iglesia-modelo),  destruido en 1934;[21]
- 1846–1869: catedral Spaski en Piatigorsk, demolido en 1936;[22]
- 1849–1855: Iglesia del Santo Mártir Mirón del Regimiento de Cazadores de la Guardia Real en San Petersburgo, demolido en 1934.[23]

### Diseños no ejecutados
- 1831: Umgestaltung der Kirche des Hl. Johannes Klimakos (polnisch Cerkiew św. Jana Klimaka) in Warschau[24]
- 1834: Neubauprojekt für das Observatorio de Púlkovo (Пулковская обсерватория) bei Sankt Petersburg[25]